# Hypergastromyzon
Genre
Hypergastromyzon est un genre de poissons d'eau douce téléostéens de la famille des Gastromyzontidae (ordre des Cypriniformes).

## Liste des espèces
Selon FishBase (16 juillet 2015) :
- Hypergastromyzon eubranchus Roberts, 1991
- Hypergastromyzon humilis Roberts, 1989 - espèce type

## Systématique
Le nom valide complet (avec auteur) de ce taxon est Hypergastromyzon Roberts (d), 1989. Ce genre a pour espèce type Hypergastromyzon humilis.

## Étymologie
Le nom générique, Hypergastromyzon, composé du préfixe grec ancien ὑπɛ̀ρ, hupèr, « au-dessus, au-delà  », et du genre Gastromyzon fait référence aux nageoires pectorales et pelviennes beaucoup plus larges chez ces espèces comparativement à celles des genres Gastromyzon et Neogastromyzon

## Publication originale
- (en) Tyson R. Roberts (d), « The freshwater fishes of western Borneo (Kalimantan Barat, Indonesia) », Memoirs of the California Academy of Sciences, San Francisco, vol. 14,‎ 1989, p. 1-210 (ISSN 0885-4629, lire en ligne, consulté le 21 août 2023).